# Flundre härad
Flundre var ett härad i nordvästra Västergötland inom nuvarande Lilla Edets kommun och Trollhättans kommun. Häradets areal var 151,58 kvadratkilometer varav 143,54 land.  Flundre häradsrätt hade tingshus i Lilla Edet fram till 1896 för att därefter flytta till Trollhättan.

## Vapnet
Häradets sigill från 1563 visade en flundra, vilket var en förvanskning av häradets namn, som inte har något med fisk att göra.

## Namnet
Häradsnamnet skrevs på 1200-talet Floðnæhæræd. Det tros innehålla genitiv av Flotn, ett ånamn med betydelsen "flyta", troligen syftande på "den översvämmande". Ån som åsyftas är Slumpån.

## Socknar
I Trollhättans kommun
- Fors
- Rommele
- Upphärad

I Lilla Edets kommun
- Fuxerna
- Åsbräcka

## Geografi
Häradet är beläget vid Göta älvs östra strand. Området vid älven består av en dalgång med jordbruksmark, i övrigt är trakten glesbefolkad med kuperade skogsområden.
I området finns idag fyra tätorter: Lilla Edet,  Göta, Sjuntorp och Upphärad.
Sätesgårdar var Kalltorps herrgård (Rommele socken), Hanströms herrgård (Fuxerna), Tysslanda säteri (Fuxerna), Torpa säteri (Fors) och Åsbräcka herrgård (Åsbräcka).
Det fanns gästgiverier i kyrkbyn i Fors socken och i Lilla Edet (Fuxerna).

## Län, fögderier, domsagor, tingslag och tingsrätter
Häradet hörde mellan 1634 och 1998 till Älvsborgs län, därefter till Västra Götalands län. Församlingarna ingick historiskt i Göteborgs stift 2010 överfördes de församlingar som ingår i Trollhättans kommun till Skara stift. 
Häradets socknar hörde till följande fögderier:
- 1686-1945 Väne fögderi
- 1946-1990 Trollhättans fögderi

Häradets socknar tillhörde följande domsagor, tingslag och tingsrätter:
- 1680-1895 Flundre tingslag i
  - 1680-1695 Flundre, Väne och Bjärke häraders domsaga
  - 1696-1780 Ale, Bjärke, Flundre, Väne och Vättle häraders domsaga
  - 1781-1792 Flundre och Väne häraders domsaga
  - 1793-1848 Ale, Bjärke, Flundre, Väne och Vättle häraders domsaga
  - 1849-1895 Flundre, Väne och Bjärke domsaga
- 1896-1970 Flundre, Väne och Bjärke tingslag i Flundre, Väne och Bjärke domsaga

- 1971-2004 Trollhättans tingsrätt och dess domsaga
- 2004- Vänersborgs tingsrätt och dess domsaga